# Аль-Хусри, Саты
Саты бен Муха́ммад Хиля́ль аль-Хусри (араб. ساطع بن محمّد هلال الحُصري) (5 августа 1880, Сана, Йемен — 24 декабря 1968, Багдад, Ирак) — сирийский и иракский просветитель, писатель. Являлся советником Лиги арабских государств.

## Биография
Родился 5 августа 1880 года в Сане.
В 1919 году основал сирийское министерство образования. Разрабатывал образовательные программы в Сирии и Ираке, где принимал участие в создании юридического факультета Багдадского университета.
Стал одним из символов арабского национализма в современную эпоху. Повлиял на мировоззрение одного из создателей партии Баас Мишеля Афляка. Несмотря на профранцузскую ориентацию, аль-Хусри разделял идеи немецких националистов-романтиков о нации. Арабов, проживающих на Арабском Востоке и в Северной Африке, аль-Хусри рассматривал как культурное сообщество, объединенное одним языком. Будучи сторонником аль-Хусри, Афляк соединил доктрину арабского социализма с арабской национальной идеей и сформулировал фундаментальные принципы баасизма.
Скончался 24 декабря 1968 года в Багдаде.